# Associació Llibres Lliures Catalunya
L'Associació Llibres Lliures Catalunya és una associació cultural sense ànim de lucre formada per voluntaris i socis. Fou fundada a Barcelona l'agost del 2013 amb el propòsit d'expandir la cultura, a través de la venda a cost zero de llibres donats o nous i de la formació de persones a través de cursos diversos. Forma un espai per a la trobada de col·leccionistes de diversos àmbits. Té la seu a Cantàbria, 72.
A més de realitzar activitats relacionades amb la història del Districte de Sant Martí de Barcelona, on es troba localitzat. Amb el seu lema "Aquest llibre és lliure, ni es compra ni es ven", pretenen ser un referent de totes aquelles persones, que degut a la recessió els resulta més difícil arribar a la cultura.
El desembre de 2014 l'entitat va estar a punt de tancar, però en una assemblea el 2015 finalment decidí seguir endavant. El 2015 gestionava 12.000 llibres de donacions particulars.